# Roberto Balado
Roberto Balado est un boxeur cubain né le 15 février 1969 à Jovellanos et mort le 2 juillet 1994 à La Havane.

## Carrière
Champion olympique aux Jeux de Barcelone en 1992 dans la catégorie super-lourds, il remporte également trois médailles d'or aux championnats du monde à Moscou en 1989, Sydney en 1991 et Tampere en 1993 ainsi qu'une médaille d'or aux Jeux panaméricains de La Havane en 1991 et cinq titres nationaux. Souvent comparé à son illustre aîné Teófilo Stevenson, Balado ne pourra jamais égaler le palmarès de son compatriote puisqu'il meurt à seulement 25 ans dans un accident de la circulation, fauché dans sa voiture par un train.

## Parcours auxJeux olympiques
Jeux olympiques d'été de 1992 à Barcelone (poids super-lourds) :
- Bat Tom Glesby (Canada) 16-3
- Bat Larry Donald (États-Unis) 10-4
- Bat Brian Nielsen (Danemark) 15-1
- Bat Richard Igbineghu (Nigéria) 13-2